# لورا فان دير هيدين (كرة يد)
لورا فان دير هيدين (بالهولندية: Laura van der Heijden) مواليد 27 يونيو 1990 في آمرسفورت، هي لاعبة كرة يد هولندية تلعب كظهير أيمن. مثلت منتخب هولندا لكرة اليد للسيدات. شاركت في دورة الألعاب الأولمبية الصيفية سنة 2016. حققت المركز الثاني في بطولة العالم لكرة اليد للسيدات 2015.

## سجل المنافسة
شاركت في البطولات التالية:
- الألعاب الأولمبية الصيفية 2016
- بطولة العالم لكرة اليد للسيدات 2011
- بطولة العالم لكرة اليد للسيدات 2013
- بطولة العالم لكرة اليد للسيدات 2015
- بطولة أوروبا لكرة اليد للسيدات 2014
- بطولة أوروبا لكرة اليد للسيدات 2016

## الميداليات
| الميدالية | المسابقة                            |
| --------- | ----------------------------------- |
| فضية      | بطولة العالم لكرة اليد للسيدات 2015 |
| فضية      | بطولة أوروبا لكرة اليد للسيدات 2016 |

## روابط خارجية
- لورا فان دير هيدين على موقع الاتحاد الدولي لكرة اليد (الإنجليزية)
- لورا فان دير هيدين على موقع الاتحاد الأوروبي لكرة اليد (الإنجليزية)
- لورا فان دير هيدين على موقع اللجنة الأولمبية الدولية (الإنجليزية)
- لورا فان دير هيدين على موقع أوليمبيديا (الإنجليزية)
- لورا فان دير هيدين على موقع تيم أن.أل (الهولندية)